# Brigitta Weiss
Brigitta Weiss (* 30. Mai 1949 in Wetzlar; † 2. Juli 2013) war eine deutsche Schriftstellerin.

## Leben
Brigitta Weiss war die Tochter eines Landwirts. Sie wuchs auf dem elterlichen Bauernhof auf. Nachdem sie 1967 ihre Reifeprüfung abgelegt hatte, studierte sie Evangelische Theologie an den Universitäten in Bielefeld, Frankfurt am Main und München, sowie nach dem Wechsel zur Universität Gießen außerdem Germanistik und Anglistik. Sie brach das Studium aus familiären Gründen ab. Seit 1975 lebte sie als freie Schriftstellerin in Bad Lauterberg im Harz.
Brigitta Weiss’ Werk besteht vorwiegend aus Gedichten.
Sie war Mitglied des Verbandes Deutscher Schriftsteller, des PEN-Zentrums Deutschland, der Interessengemeinschaft deutschsprachiger Autoren (IGdA) und der Innsbrucker Gesellschaft der Lyrikfreunde. 2004 erhielt sie die Rudolf-Descher-Feder der Interessengemeinschaft deutschsprachiger Autoren.

## Werke
- Treibsand, Steinmaßl, Schnaitsee 1988, ISBN 3-88684-012-3
- Irrlicht, Steinmaßl, Schnaitsee 1989, ISBN 3-88684-082-4
- Aufwind, Schnaitsee 1992
- Gib allem ein bißchen Zeit. Renga und Partnergedichte, mit René Marti, W. Hager, Stolzalpe 1993, ISBN 3-900578-45-1
- Nord-südlicher Diwan, München 1995 (zusammen mit Klaus Simon)
- Ausgewählte Gedichte, Innsbruck 1997 (zusammen mit Elfriede Margreiter)
- Nachtmahd, Edition L., Hockenheim 2000, ISBN 3-930045-91-5
- Härmelin, Historische Edition Carl, Vellmar 2001, ISBN 3-9806580-8-2
- Leumond, mit Kalligrafien von Yujie Lie, Zwiebelzwerg-Verlag, Willebadessen 2006, ISBN 978-3-931123-99-4
- Kleemut, mit Kalligrafien von Yujie Lie, Zwiebelzwerg-Verlag, Willebadessen 2007, ISBN 978-3-938368-30-5